# Richard A. Proctor
Richard Anthony Proctor, född den 23 mars 1837 i Chelsea, död den 12 september 1888 i New York, var en brittisk astronom och populärvetenskaplig författare. Han var far till Mary Proctor.
Proctor levde som privatman i London. Han var den förste som fäste uppmärksamheten vid den märkvärdiga så kallade stjärndrift, som utgörs av fem av de ljusaste stjärnorna i Stora björnen. Proctor utgav ett stort antal populärastronomiska arbeten, dessutom en mängd uppsatser i facktidskrifterna.